# 195657 Zhuangqining
195657 Zhuangqining este un asteroid din centura principală de asteroizi.

## Descriere
195657 Zhuangqining este un asteroid din centura principală de asteroizi. A fost descoperit pe 12 iulie 2002 la Observatorul Palomar în cadrul programului NEAT. Asteroidul prezintă o orbită caracterizată de o semiaxă mare de 3,09 ua, o excentricitate de 0,07 și o înclinație de 9,6° în raport cu ecliptica.